# Schlössli Parpan

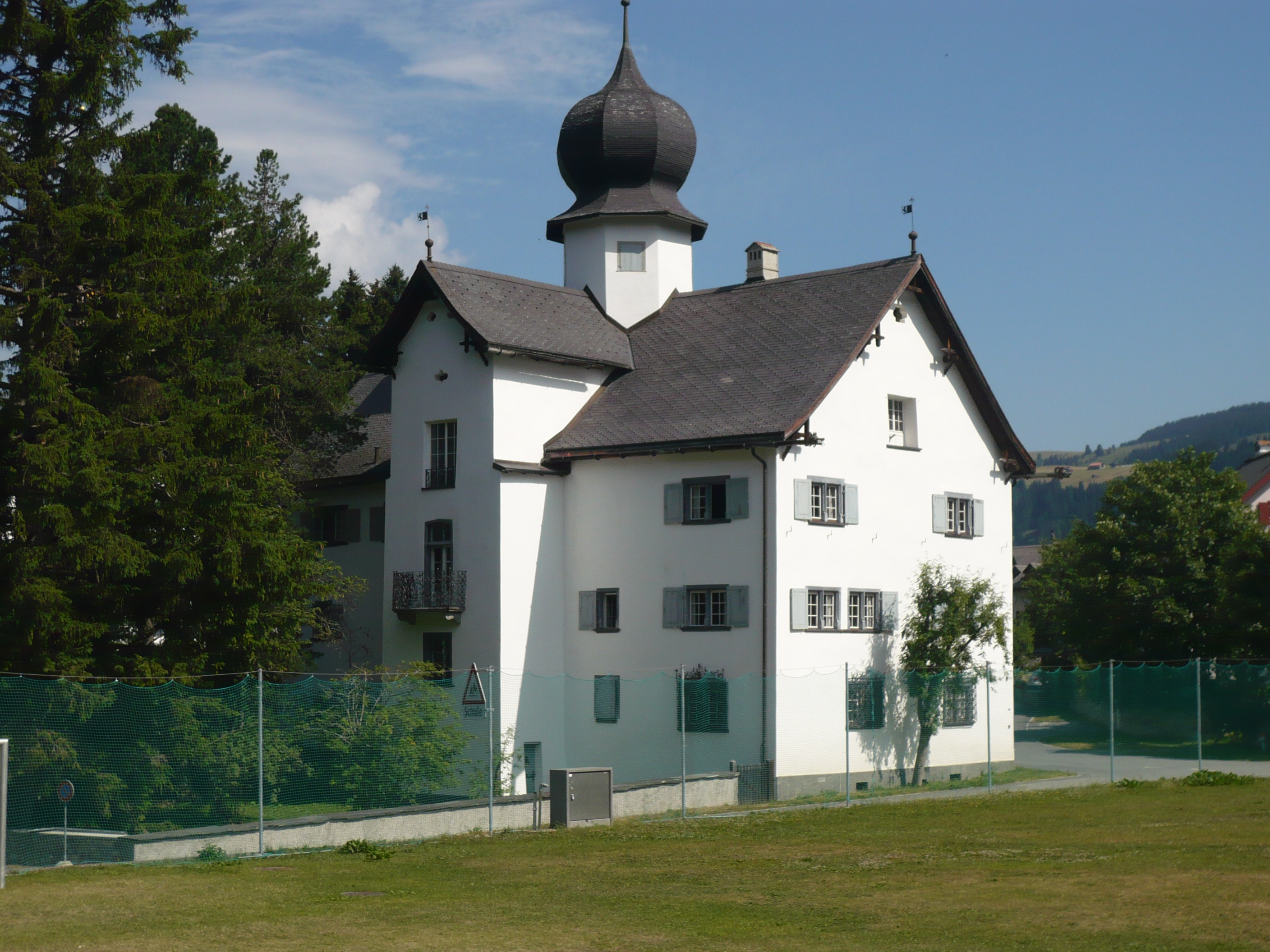
Schlössli

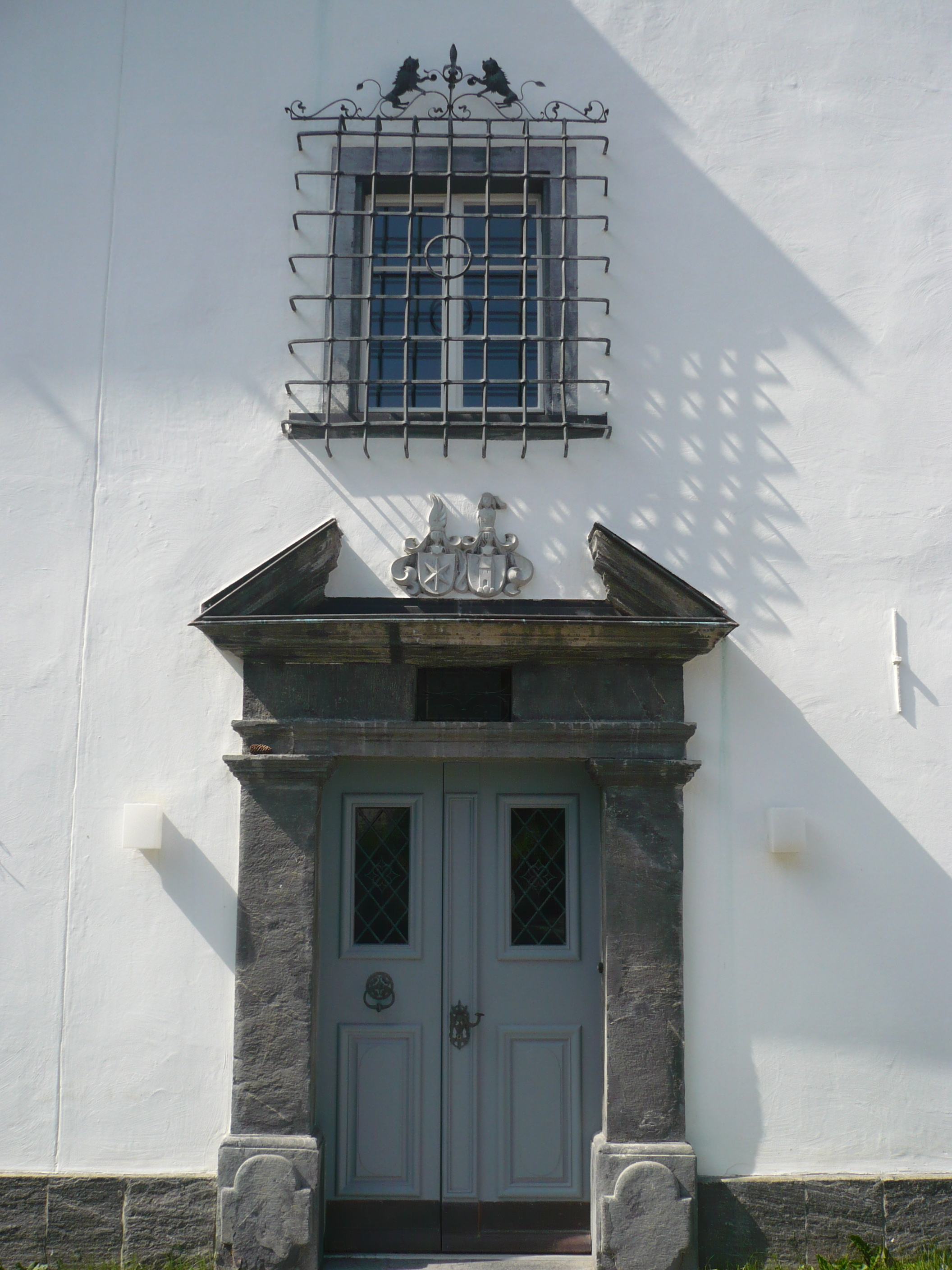
Eingangstor

Das Schlössli ist ein um 1550 erbautes Gebäude in Parpan im Kanton Graubünden in der Schweiz.
Erbaut wurde das «Schlössli» von der Familie Hartmannis. Hartmann von Hartmannis war 1584 und 1598 Landammann der Gerichtsgemeinde Churwalden, 1593 Landeshauptmann im Veltlin.
Weil Paul Buol Margaretha von Hartmannis heiratete, kam das Schlössli 1603 in den Besitz der Familie Buol. Unter dem neuen Besitzer wurde das Schlössli bis 1675 zur heutigen Form mit Kreuzfirst, achteckigem Kuppeltürmchen und Balkon ausgebaut. 
Seit 1875 gehört das Haus der Familie Weber aus Chur, die es aufwändig renovierte. Im Südwestzimmer im zweiten Stock finden sich Malereien von Hans Ardüser aus dem Jahr 1591: Salome, die Erschaffung der Welt sowie Medaillons des Auftraggebers Hartmann von Hartmannis und seiner Frau Anna von Planta. Die Zimmer sind reich getäfelt und mit Turmöfen ausgestattet.
Der Grundriss des 1. Obergeschosses ist eines der 54 Bilder der Ikonografischen Sammlung von Valerio Olgiati.